# Pseudocuma gilsoni
Pseudocuma gilsoni är en kräftdjursart som beskrevs av Mihai Bacescu 1950. Pseudocuma gilsoni ingår i släktet Pseudocuma och familjen Pseudocumatidae. Arten är reproducerande i Sverige. Inga underarter finns listade i Catalogue of Life.